# Erika Miyoshi
Erika Miyoshi (三好絵梨香, Miyoshi Erika), née le 8 novembre 1984 à Sapporo (Hokkaidō, Japon), est une idole japonaise, chanteuse au sein du Hello! Project, qui débute en août 2004 avec le groupe V-u-den, jusqu'à sa séparation en 2008. Elle participe également au "shuffle unit" H.P. All Stars en 2004, et joue dans le film  Tokyo Girl Cop (Sukeban Deka: Codename = Asamiya Saki) en 2006 avec les autres V-u-den et Aya Matsura. Son départ du H!P a lieu le 31 mars 2009, avec les autres anciennes du Elder Club, et elle continue sa carrière au sein de la maison mère Up-Front.

## Photobooks
- 5 mars 2005 - Hello!x2: Miyoshi Erika & Okada Yui from v-u-den (avec Yui Okada)
- 28 janvier 2007 - Erika Miyoshi: Hello! Project 2007 Winter Concert

## Liens
- (ja) Fiche officielle
- (ja) Blog officiel